# České Budějovice 2
České Budějovice 2 je část obce v Českých Budějovicích tvořená Zavadilkou, Stromovkou, sídlištěmi Máj, Šumava, Vltava a někdejšími osadami Čtyři Dvory, Haklovy Dvory a České Vrbné. Jedná se o celou levobřežní část Českých Budějovic - na východě je ohraničena Vltavou a na západě sousedí s obcemi Dubné a Litvínovice. Část obce České Budějovice 2 je tvořena katastrálními územími České Budějovice 2 (9,301 km²), České Vrbné (5,5245 km²) a Haklovy Dvory (6,0294 km²). V části obce je evidováno 76 ulic a 2107 adres.
Jako část obce vznikla od 1. října 1970, kdy došlo k územní reorganizaci města, z části Čtyři Dvory. Katastrální území České Budějovice 2 je vedeno od roku 1971.

## Základní sídelní jednotky
Část obce České Budějovice 2 je tvořena třinácti základními sídelními jednotkami:
- Stromovka
- Přístav
- Čtyři Dvory
- Čtyři Dvory-střed
- Vysoká škola
- Švábův Hrádek
- Sídliště Šumava
- Sídliště Máj
- Zavadilka
- Haklovy Dvory
- Sídliště Vltava
- U Vávrovského rybníka
- České Vrbné

## ObyvatelstvoObyvatelstvo
| 1869 | 1880 | 1890  | 1900  | 1910  | 1921  | 1930  | 1950  | 1961  | 1970  | 1980   | 1991   | 2001   | 2011   | 2021   |
| ---- | ---- | ----- | ----- | ----- | ----- | ----- | ----- | ----- | ----- | ------ | ------ | ------ | ------ | ------ |
| 757  | 979  | 1 622 | 2 351 | 3 105 | 4 244 | 4 804 | 4 414 | 4 160 | 4 305 | 18 764 | 36 143 | 39 592 | 36 359 | 36 041 |

## Dlouhá louka

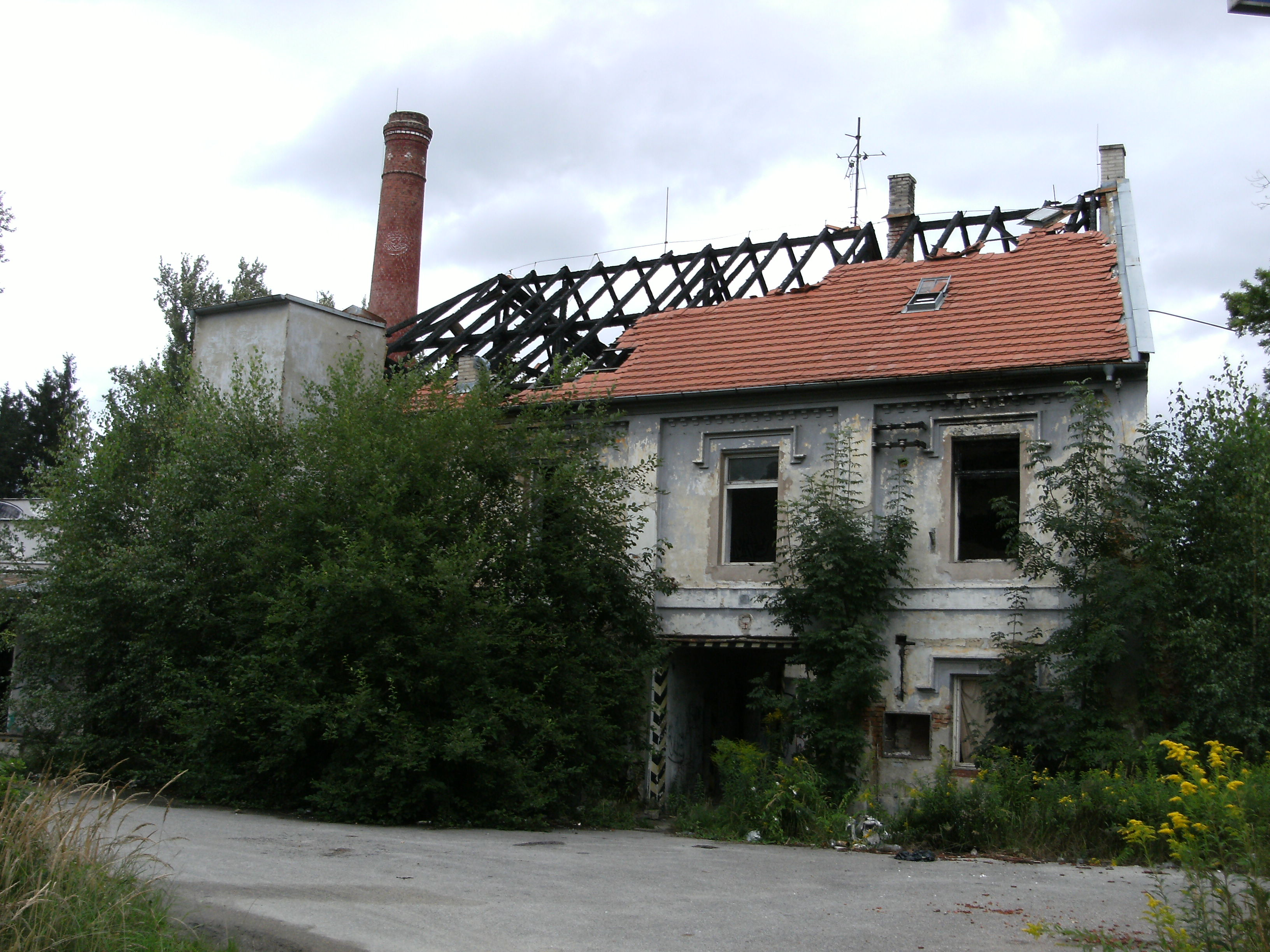
Zátkova sodovkárna na Dlouhé louce (2010)

Na jihovýchodním okraji katastrálního území se nachází lokalita Dlouhá louka, která se rozprostírá na levém břehu Vltavy mezi bývalou Zátkovou sodovkárnou a Dlouhým mostem. Ve 30. letech 20. století se stala součástí Stromovky, od níž je oddělena čtyřproudou komunikací. V prostoru bývalé Zátkovy sodovkárny z roku 1895 měla společnost NOVA Projekt od podzimu 2011 do jara 2013 postavit osmipatrový bytový komplex se 126 byty. Areál sodovkárny byl v posledních letech zpustlý a stal se útočištěm bezdomovců a narkomanů.